# 수상한 그녀 (드라마)
《수상한 그녀》는 2024년 12월 18일부터 2025년 1월 23일까지 방송된 KBS 2TV 수목 드라마이다.

## 기획의도
꼬장꼬장한 성미와 생활력으로 무장한 K 할머니 ‘오말순’, 하루아침에 걸 그룹 연습생 ‘오두리’가 되다?! 젊은 시절로 돌아간 그녀가 과거의 못 다한 꿈을 펼치며 다시 한 번 빛나는 전성기를 누리는 로맨스 음악 성장 드라마

## 제작사
- 스튜디오 브이플러스
- 아이디어 팩토리
- 하이그라운드
- 예인플러스

### 연출
- 박용순 : ( SBS 드라마 스페셜 《미남이시네요》(조연출), SBS 드라마 스페셜 《49일》(공동연출), SBS 주말 미니시리즈 《여인의 향기》(공동연출), SBS 아침 일일연속극 《내 인생의 단비》(연출), SBS 2부작 단막극 《사건번호 113》(연출), SBS 월화 특별기획 드라마 《황금의 제국》(공동연출), SBS 주말 미니시리즈 《이혼변호사는 연애중》(공동연출), SBS 드라마 스페셜 《원티드》(연출), SBS 토요 미니시리즈 《시크릿 마더》(연출) 등 연출 )

### 극본
- 허승민 : ( 영화 《90분》(공동각본), TV조선 금,토,일 3부작 단막극 《파랑새는 있다》(집필), TV조선 1부작 단막극 《위대한 이야기 - I.M.Father》(집필), MBC 월화 미니시리즈 《사생결단 로맨스》(공동집필) 등 집필 )

## 등장 인물

### 주요 인물
- 김해숙 : 오말순 (1회) (73세) / 자넷[1] (2회 ~ 12회) 역 - 구 종로 <오말순소머리국밥> 주인
- 정지소 : 오두리[2] (2회 ~ 12회) / 에밀리 (1회) (21세) 역 - 유니스 엔터테인먼트 연습생, 명실상부 자타공인 유니스 엔터의 에이스.
- 진영[3] : 대니얼 한 (33세) 역 - 유니스 엔터테인먼트 프로듀서, 본명 한준혁. 구 인기 아이돌 그룹 이그니스의 리더 현 유니스 엔터테인먼트의 책임프로듀서 겸 등기이사.

### 말순의 집
- 서영희 : 반지숙 (46세) 역 - 대기업 임원, 상무. 대한민국에서 가장 크고 번듯한 회사에 공채로 입사. 하나의 어머니. 민석의 아내. 말순의 딸.
- 인교진 : 최민석 (45세) 역 - 지숙의 남편이자 구 동네 보습학원 원장, 하나의 아버지. 말순의 사위.
- 채원빈 : 최하나 (20세) 역 - 유니스 엔터테인먼트 연습생, 전교 일등을 매일 밥 먹듯이 하는 모범생. 민석과 지숙의 딸. 말순의 외손녀.

### 유니스 엔터테인먼트
- 차화연 : 김애심 (70세) 역 (젊은 시절 : 차재이)[4] - 국민가수, 현재 유니스 엔터의 대표이자 국민가수.
- 이화겸 : 임리나 역 - 유니스 엔터테인먼트 퍼포먼스 디렉터 겸 마케팅팀, 그토록 까다로운 대니얼이 유일하게 신뢰하는 파트너.
- 이달 : 호이 역 - 유니스 엔터테인먼트 안무가 겸 인플루언서, 눈에 띄는 댄스 실력으로 이름을 날린 안무가.
- 김소원 : 찬미 역 - 유니스 엔터테인먼트 보컬 디렉터, 50년 경력의 애심조차 인정하는 보컬 디렉터.
- 오지연[5] : 준희 역 - 유니스 엔터테인먼트 작곡가 겸 프로듀서, 트렌디한 음악을 만들어내는 대한민국 최고의 작곡가.
- 현재연 : 수진 역 - 유니스 엔터테인먼트 연습생, 유니스 엔터 연습생의 대표 비주얼이자 그룹 엘리먼트의 실질적인 리더.
- 이지현 : 민아 역 - 유니스 엔터테인먼트 연습생
- 유에 : 올라 역 - 유니스 엔터테인먼트 연습생, 그룹 엘리먼트의 유일한 외국인 멤버이자 맏언니.
- 서원 : 제이 역 - 유니스 엔터테인먼트 연습생, 그룹 엘리먼트의 막내.
- 이애나 : 청소부역 - 유니스 엔터테인먼트 청소부, 뭔가 알고있는듯하다.

### 마을 사람들
- 정보석 : 박갑용 역 (1회 ~ 6회) - 게스트하우스 주인, 서울에 몇 남지 않은 올드스쿨 게스트하우스의 주인이자 영원한 말순 바라기.
  - 유정후 : 박준 역 (6회 ~ 12회) - 젊어진 박갑용
- 김성원 : 박자영 역 - 갑용의 아들, 백수. 노총각으로 버티던 박씨가 느지막이 중매로 결혼해 어렵게 가진 늦둥이.
- 박영수 : 박영준 역 - 종로 <오말순소머리국밥> 대표
- 서준 : 박영석 역 - 종로 <오말순소머리국밥> 주방장, 영준의 남동생.
- 신신애 : 신순애 역 - 순애네 슈퍼 운영, 말군의 최측근이자 여전히 순수한 마음을 가진 종로구 문화센터의 애기씨.
- 이용이 : 장귀례 역 - 동네 부동산 운영, 자칭 종로구 문화센터 1인자.
- 신연숙 : 오춘분 역 - 동네 반장
- 최정우 : 변강석 역 - 동네 2인자
- 김수현 : 이슬아 역 - 동네 여학생

### 그 외 인물
- 김병옥 : 택시드라이버 역 - 의문의 택시운전사, 마치 저승사자와 같은 음험한 기운이 잡아 탄 택시도 내리고 싶게 만드는 첫인상.

### 기타 인물
- 우도임[6] : 유지안 역 - 대니얼의 스토커
- 하현상 : 춘호 역 - 50년 전 말순의 첫사랑
- 이광희 : 상주 역 - 죽은 춘호의 상주를 하게 된 동생.
- 고윤빈 : 주미진 역
- 정욱 : 최재덕 역
- 정지윤 : 강영은 역
- 황효은 : 정인 역
- 미상 : 경비원 역
- 미상 : 오두리에게 집적대는 남자 역
- 서지영 : 하윤설 역

### 특별출연
- 심형탁 : 에프 엔터 대표 역 (1회)
- 안성훈 : 안성훈 역 (4회)
- 태진아 : 태진아 역 (6회)
- 태사자 : 태사자 본인 역 (9회)

## 시청률
최저 시청률과 최고 시청률은 시청률 조사회사와 지역별로 시청률에 차이가 있을 수 있습니다.
| 2024년 | 2024년    | 2024년             | 2024년         | 2024년       |
| 회차   | 방송일    | 부제 (서브 타이틀) | AGB 시청률     | AGB 시청률   |
| 회차   | 방송일    | 부제 (서브 타이틀) | 대한민국(전국) | 서울(수도권) |
| ------ | --------- | ------------------ | -------------- | ------------ |
| 제1회  | 12월 18일 | 노란샤쓰의 사나이  | 3.9%           | 3.6%         |
| 제2회  | 12월 18일 | 얼굴               | 3.4%           | 3.2%         |
| 제3회  | 12월 25일 | 봄날은 간다        | 4.0%           | 3.5%         |
| 제4회  | 12월 26일 | 거짓말이야         | 3.5%           | 3.0%         |
| 2025년 |           |                    |                |              |
| 제5회  | 1월 1일   | 돌이키지 마        | 3.6%           | -            |
| 제6회  | 1월 2일   | 뜨거운 안녕        | 4.0%           | 3.5%         |
| 제7회  | 1월 8일   | 사랑은 아무나 하나 | 3.1%           | -            |
| 제8회  | 1월 9일   | 그대는             | 3.2%           | -            |
| 제9회  | 1월 15일  | Time               | 3.0%           | 3.2%         |
| 제10회 | 1월 16일  | 1990년             | 3.2%           | 3.0%         |
| 제11회 | 1월 22일  | The Way I Love     | 3.2%           | -            |
| 제12회 | 1월 23일  | 못다 핀 꽃 한 송이 | 3.4%           | 3.5%         |

## 편성 변경 및 결방
- 2024년 12월 18일 : 1회, 2회 연속 방송.
- 2024년 12월 19일 : 2024 뮤직뱅크 글로벌 페스티벌 in JAPAN 녹화 실황방송으로 결방.

## 참고 사항
- 김병옥 배우와, 김해숙 배우는... 영화 《해바라기》에 이어서... 19년만에 다시 한번 더 호흡을 맞추는 작품의 계기가 되었다.

- 남자 주인공 진영은 원작에서 반지하로 출연한 적이 있다.

- 오두리와 오말순은 동일인물이다.

- 진영은 영화 《수상한 그녀》에 이어 《수상한 그녀》 드라마에도 출연한다.

- 원작 동명의 영화 수상한 그녀를 드라마로 만든다.

- 진영과 채원빈은 드라마 《스위트홈》 시즌 2와 시즌 3 이후 재회한다.

- 김해숙과 인교진은 《여자를 울려》 이후 9년 4개월 만에 재회한다.

- 김해숙과 정보석은 《힘쎈여자 강남순》 이후 1년 만에 재회한다.[8]

- 인교진과 정보석은 《오! 삼광빌라!》 이후 3년 8개월 만에 재회한다.

- 정보석과 차화연은 《백년의 유산》 이후 11년 5개월 만에 재회한다.

- 김해숙과 정보석은 《당신》 이후 26년 만에 재회한다.

- 차화연은 《미녀와 순정남》이후 KBS 드라마에 출연 한다.

- 차화연과 이용이는 〈하나뿐인 내편〉 이후 5년 9개월 만에 재회한다.

- 영화 수상한 그녀의 영어 제목은 Miss Granny이지만 드라마 수상한 그녀의 영어 제목은 Who Is she!이다.

- 원작에서 젊은 박씨 역으로 김수현이 나왔다.

- KBS2 《이미테이션》 에서 정지소는 "티파티" 그룹 아이돌 역할을 했었다.

- 정지소는 《커튼콜》이후 2년 만에 KBS2 드라마에 출연 한다.

- 진영은 《어쩌다 마주친, 그대》 이후 1년만에 KBS2 드라마에 출연 한다.

- 김해숙은 《세상에서 제일 예쁜 내 딸》이후 5년만에 KBS2 드라마에 출연 한다.

- 원작 영화에 나온 노래 《나성에 가면》이 드라마에도 리메이크가 되면 좋겠다는 반응이 나오고 있다.

- 정보석이 맡은 박갑용의 캐릭터는 박인환이 했던 박수현의 역할이다.

- 극중 리나 역을 맡은 이화겸은 《페이스 미》가 종영하는 동시에 바로 출연하였다.

- 방영 목록 부제가 노래 제목들로 이루어져 있다.

- 사진관 이름이 청춘 사진관이다.

- 배우 김수현이 다시 박씨로 나오면 좋겠다는 반응이 있다.

- 리메이크지만 내용은 완전히 바뀌었다.

- 수상한 그녀는 리메이크가 많이 된 작품이다. 한국, 중국, 일본, 인도네시아, 필리핀, 등 각 국내, 해외에서 영화나 드라마로 리메이크 되었다.

- 박씨의 젊었을때의 이름은 박준이다.

- 김해숙은 2인 1역을 하고 있다.

- 원작 영화 박씨 박인환은 KBS2 드라마 《다리미 패밀리》에 출연중이다.

- 드라마는 진행이 빨라서 그런지, 원작 영화 보다 빨리 젊은 박씨가 등장했다.

- 원작 영화에서는 못 본 새로운 스토리가 추가 되었다.

- 원작에 나왔던 나성에 가면은 드라마에서는 리메이크 되지 않았다.

- 원작 영화는 2014년 1월 22일 개봉, 드라마는 2024년 12월 18일에 방영이 되었다.

- 드라마 감독 박용순과 김해숙은 원작 영화를 봤다고 한다.

- 영화 수상한 그녀를 만든 사람이 바로 《오징어 게임》의 감독 황동혁 영화 감독이다.

- 극중 세계관에서는 노란 샤쓰의 사나이 등을 오말순의 첫사랑이 악보를 읽지 못하는 말순에게 선물로 작곡한 곡을 김애심이 빼돌린 곡으로 각색된다.

- 채원빈은 〈이토록 친밀한 배신자〉 이후 1개월 만에 복귀하며, 〈KBS 드라마 스페셜 2023 - 고백공격〉 이후 1년 만에 KBS 드라마에 출연한다.